# Homolj
Homolj je naseljeno mjesto u općini Kiseljak, Federacija Bosne i Hercegovine, BiH.

## Stanovništvo

### 1991.
Nacionalni sastav stanovništva 1991. godine, bio je sljedeći:
ukupno: 204
- Hrvati - 178
- Srbi - 1
- Jugoslaveni - 10
- ostali, neopredijeljeni i nepoznato - 15

### 2013.
Nacionalni sastav stanovništva 2013. godine, bio je sljedeći:
ukupno: 140
- Hrvati - 139
- ostali, neopredijeljeni i nepoznato - 1